# Lukáš Průdek
Lukáš Průdek (* 10. května 1982, České Budějovice) je český divadelník. V letech 2014–2023 byl ředitelem Jihočeského divadla v Českých Budějovicích, od 1. ledna 2024 je ředitelem Dejvického divadla v Praze.

## Život
V roce 2006 absolvoval Katedru produkce na Divadelní fakultě Akademie múzických umění v Praze. Během studií pracoval jako produkční studia DAMÚZA a tajemník uměleckého provozu a produkční Divadla Nablízko. V letech 2005–2014 pracoval v Dejvickém divadle jako vedoucí marketingu a produkce a nakonec i jako zástupce ředitelky Evy Kejkrtové Měřičkové.
V letech 2014–2023 byl ředitelem Jihočeského divadla v Českých Budějovicích. Divadlo zahrnuje soubory činohry, opery, baletu, divadla pro děti a mladého diváka, dále provozuje edukační centrum Ateliér 3D a Otáčivé hlediště v Českém Krumlově. 
V letech 2009–2011 absolvoval tříletý vzdělávací program Summer International Fellowship v oblasti arts managementu v DeVos Institutu při Kennedyho centru ve Washingtonu DC.
Je místopředsedou Výboru Asociace profesionálních divadel České republiky.